# Koljida (Abjasia)
Koljida (en georgiano: კოლხიდა; en armenio: Կոլխիդա) o Psajara (en abjasio: Ԥсахара;  en ruso: Псахара) es un pueblo que pertenece a la parcialmente reconocida República de Abjasia, parte del distrito de Gagra, aunque de iure pertenece al municipio de Gagra de la República Autónoma de Abjasia de Georgia.

## Geografía
Koljida se encuentra 5 km al sur de Gagra. Limita con los Montes de Gagra en el noreste; la ciudad de Gagra en el norte y oeste; en el este con Bzipi y Alajadzi al sur. 

## Historia
La primera mención de este pueblo se remonta al siglo XX, aunque aquí se descubrieron varios hallazgos paleolíticos, así como un arma prehistórica del Neolítico, que atestiguan un asentamiento anterior, al menos temporal.
En el siglo XIX, se construyó una fortaleza rusa llamada Koljida en el territorio del actual pueblo, propiedad del gran príncipe Miguel Románov "Koljida". En la década de 1920 se inició la construcción de una nueva aldea en sus inmediaciones con el mismo nombre, donde vivía una población de origen predominantemente armenio. Administrativamente, originalmente pertenecía al pueblo de Alajadzi, pero en 1930, cuando tuvo lugar la colectivización Koljida (y las aldeas de los alrededores) se independizaron incluyendo las aldeas de Zemo Koljida y Kvemo Koljida, que eran las más importantes. En la década de 1950, Koljida se unió con los pueblos circundantes en un selsovet habitado en su mayoría por armenios y georgianos. En la era soviética, los cítricos y las plantas de jardín se cultivaban principalmente en Colchida. Aquí se construyeron un centro cultural, una escuela secundaria georgiana y un centro de salud.
Durante la guerra en Abjasia en 1992, los separatistas cambiaron el nombre del pueblo a lo que ahora es Psajara. Se le privó de la condición de ciudad (obtenida en 1982) y se le restauró la condición de centro municipal. La mayor parte de la población georgiana huyó de sus hogares durante la guerra para no volver.

## Demografía
La evolución demográfica de Koljida entre 1959 y 2011 fue la siguiente:
| 1667                                                | 3102 | 2492 |
| (Fuente: Population of Abkhazia since Soviet times) |      |      |

La población ha disminuido casi un 20% tras el fin de la guerra, principalmente debido al éxodo de georgianos. Actualmente la mayoría de la población son armenios con una minoría importante de abjasios, pero en el pasado los grupos étnicos más importantes eran armenios y georgianos. Según el censo de 1959, la mayoría de la población local eran armenios y georgianos.
|              | 2011      | 2011       |
| Grupo étnico | Población | Porcentaje |
| ------------ | --------- | ---------- |
| Georgianos   | 56        | 2,2%       |
| Abjasios     | 727       | 29,2%      |
| Rusos        | 170       | 6,8%       |
| Ucranianos   | 12        | 0,5%       |
| Armenios     | 1486      | 59,6%      |
| Griegos      | 21        | 0,8%       |
| Total        | 2492      | 100%       |

## Infraestructura

### Transporte
La carretera que conecta Rusia con Sujumi pasa por el pueblo y también hay una estación de tren.